# カサブランカ・ダンディ (田村直美の曲)
『カサブランカ・ダンディ』は、田村直美の16枚目のシングル。

## 作品概要
沢田研二の楽曲「カサブランカ・ダンディ」をカバーした本作は、コスメティック・ルネッサンス「ノエビア化粧品」コマーシャルソングである。

## 収録曲
1. カサブランカ・ダンディ
作詞：阿久悠　作曲：大野克夫　編曲：弥吉淳二・鷹羽仁
2. カサブランカ・ダンディ (inst.)

## 収録アルバム
- ツキノカガヤキ ホシノマタタキ（#1、1999年7月28日）